# Helen Dorn: Nach dem Sturm
Nach dem Sturm ist ein deutscher Fernsehfilm von Sebastian Ko aus dem Jahr 2019. Es handelt sich um die 11. Folge der ZDF-Kriminalfilmreihe Helen Dorn mit Anna Loos in der Titelrolle.

## Handlung
Nach einem geselligen Abend im Vereinsheim wird Karla Petersen tot im Wald aufgefunden. Kommissarin Helen Dorn, die über ihren noch immer im Koma liegenden Vater extrem besorgt und emotional angeschlagen ist, bittet darum, irgendeinen Fall übertragen zu bekommen, um vor Sorge nicht verrückt zu werden. So wird sie in den kleinen Ort im Bergischen Land geschickt, um die Ermittlungen aufzunehmen. Karla Petersen ist ausgerechnet die Schwester des Dorfpolizisten Tom Petersen, der mit dem Tod von Karla sehr professionell umzugehen scheint, aber auch sehr daran interessiert ist, den Mörder zu überführen. Seine Schwester wurde in der Nacht niedergeschlagen, vergewaltigt und war dann in einem kleinen Waldsee ertrunken. Die Spuren führen zu Christian Jännicke, einem alleinerziehenden Vater, der Karla schon länger nachgestellt hatte. Nachdem sich auch eine Zeugin findet, die Jännicke in der Tatnacht mit blutverschmierter Kleidung aus dem Wald hatte kommen sehen, wird er angeklagt. Doch der Verteidigung gelingt es, diese Zeugenaussage ebenso wie die ordnungsgemäße Ermittlungsarbeit der Kommissarin in Zweifel zu ziehen. Die privaten Sorgen von Helen Dorn um ihren Vater nutzt der Verteidiger geschickt aus und überzeugt so die Richterin, was den Freispruch von Jännicke zur Folge hat. Tom Petersen und seine Eltern sind enttäuscht und ratlos. Als sich nach einiger Zeit herausstellt, dass Jännicke doch schuldig ist, kann er für dieses Vergehen nach seinem Freispruch nicht noch einmal angeklagt werden. Karlas Eltern sind fest entschlossen, die Sühne ihrer Tochter selbst in die Hand zu nehmen. Ihr Vater will den Mörder seiner Tochter selbst richten und im Schlaf erschlagen. Dazu schleicht er sich nachts in dessen Haus, wird dabei aber von Jännickes kleinem Sohn überrascht, den Johann Petersen daraufhin entführt. Seine Frau versteckt sich mit dem Kind in einer Waldhütte und will Jännicke so zwingen, die Tat zu gestehen, was die einzige Möglichkeit darstellt, um das Verfahren noch einmal aufzunehmen. So unter Druck gesetzt, legt Jännicke ein schriftliches Geständnis ab. Dieses widerruft er jedoch sofort, als sein Sohn gefunden wird. Tom Petersen gerät immer mehr in einen Interessenkonflikt. Zum einen will er zu seinen Eltern halten, andererseits ist er aber auch Polizist und dem Gesetz verpflichtet, zudem hat er sich mit Helen auf eine Affäre eingelassen, was ihn zusätzlich belastet. Jetzt mitzuerleben, wie Jännicke unbestraft davonkommen soll, hält er fast nicht aus. Dorn muss ihn mit Gewalt davon abhalten, den Mörder seiner Schwester zu erschießen.
Für Helen Dorn bleibt am Ende nur die positive Nachricht, dass ihr Vater aus dem Koma erwacht ist und keinen bleibenden Hirnschaden erlitten hat.

## Hintergrund
Die Dreharbeiten für Nach dem Sturm erfolgten vom 14. August bis zum 15. Oktober 2018 in Oberberg, Köln und Umgebung. Gesendet wurde diese elfte Folge der Reihe als ZDF-Samstagskrimi.

## Rezeption

### Einschaltquote
Die Erstausstrahlung von Nach dem Sturm am 9. Februar 2019 im ZDF erreichte 6,7 Millionen Zuschauer und einen Marktanteil von 20,5 Prozent.

### Kritik
Volker Bergmeister meinte bei tittelbach.tv meinte, dass der Regisseur „nur selten echte Krimispannung aufkommen lässt. Sein letzter ‚Tatort‘ aus Köln, Weiter, immer weiter, litt unter anderem daran, dass der Regisseur einige Szenen überinszeniert hat; in ‚Nach dem Sturm‘ ist eher das Gegenteil der Fall. Sehenswert ist der Film nicht zuletzt wegen der Art und Weise, wie Ko die Beziehung zwischen dem Dorfpolizisten und der Großstadtkommissarin inszeniert.“ Des Weiteren lobt Bergmeister die musikalische Untermalung: „Die Musik ist […] mindestens genauso vielschichtig wie die Handlung. Einen ähnlichen Pas de deux zwischen optischer und akustischer Ebene gibt es schon zu Anfang, als Dorn ihren Vater mit Tony Holidys Siebzigerjahre-Partyhit ‚Tanze Samba mit mir‘ beschallt und das Lied in grausigem Kontrast auch die Bilder vom Überfall auf die junge Frau begleitet.“
Die Redaktion von TV Spielfilm beurteilte den Krimi kommentarlos mit dem „Daumen nach oben“.
Die Volksstimme kam zu dem Urteil: „Regisseur Sebastian Ko und Drehbuchautorin Nicole Armbruster erzählen die düstere Geschichte ruhig und unverschnörkelt - und sie geben den handelnden Personen viel Raum. Hinzu kommt ein erstklassiges Schauspielerensemble, allen voran Anna Loos […] und Lena Stolze als verzweifelte Mutter, die mit ihrem Mann bei der Bewältigung des Verbrechens eindeutig zu weit geht. Auch durch ihre schauspielerische Leistung - und die sehr atmosphärischen Bilder - ist ein bis zum packenden Ende ein atemberaubend spannender Film gelungen.“
Bei Quotenmeter.de wertete Sidney Schering: „Dieser ‚Helen Dorn‘-Teil zeigt seine Titelfigur so müde, desillusioniert und dauererschöpft wie nie zuvor, und Anna Loos spielt dies mit großer Überzeugungskraft.“ „Dass dieser Krimi seine entscheidenden Figuren mehrmals menschliche, aber schwere Fehler machen lässt, ist ein konsequenter, thematischer Faden, an den Armbrusters Skript mit einer weiteren Idee anknüpft, indem sie kritisch auf potentielle Gesetzeslücken blickt, die dadurch entstanden sind, dass die Gesetzestexte manche Situationen der emotionalen Belastung nicht vorgesehen haben.“